# Oliver Pearce Edgecombe
Oliver Pearce Edgecombe, britanski general, * 1892, † 1956.